# 26个秘密
《26个秘密》，原文名稱《普羅維登斯之謎》（法語：Les Énigmes de Providence）為一部法國電視動畫，由Banco Productions製作，並於2002年1月12日在TF1首播。

## 大意
角色均為動物擬人化。講述私人偵探奧斯卡（Oscar，豬）的冒險經歷，他試圖與精力旺盛的凱特（Kate，狐狸）和發明家馬丁（Martin，鼴鼠）一起揭開小鎮普羅維登斯的秘密。

## 外部連結
- 互联网电影数据库（IMDb）上《26个秘密》的资料（英文）